# Spelmanslåtar från Skåne
Spelmanslåtar från Skåne är ett musikalbum med Assar Bengtsson, Nils Hellborg och Helge Holmquist, utgivet 1973 av Sonet Records. Bengtsson, tidigare spelkamrat till Carl Eric Berndt, spelar här solo på träskofiol och byts av emellanåt av Hellborg och Holmquist som spelar parspel på vanliga fioler. 
Träskofiolen är i första hand förknippad med Skåne och har funnits sedan i mitten av 1800-talet. Instrumentet tillverkas av en träsko, vanligast en högersko, som man ytterligare urholkar, förser med lock, stall, ljudhål, gripbräde och hals precis som på en vanlig fiol. Träskofiolen blev generellt känd under 1930-talet då Carl Eric Berndt och Assar Bengtsson turnerade runt i Sverige. Duon är pionjärer för det här instrumentet och utvecklade utövandet av träskofiolen, bland annat stråkföring och spelställning.
Spelmännen på skivan spelar bland annat en del "brännvinspolskor" som är en form av skänklåt. Låtarna har inte polskornas vanliga 3/4-taktsstruktur utan går i 2/4-takt och brukade spelas vid festliga tillställningar.
Skivan ingick i en svensk folkmusikserie som Sonet Records gav ut och 2001 gavs skivan ut på CD som Folk Tunes from Skåne. Albumet var nummer 6 i ordningen som återutgivits på CD i Sonets folkmusikserie.

## Låtlista
Alla låtarna är traditionella.

### Sida A
1. "Hoppvals efter Ola Nilsson Lans" – 1:19
2. "Polska efter Ola Andersson" * – 1:16
3. "Brännvinspolska efter Lasse Nilsson" – 1:05
4. "Brännvinspolska efter Nils Persson" – 1:08
5. "Brännvinspolska efter Nils Mårtensson" – 1:02
6. "Lars Pängs brudmarsch efter Sven Thörn" * – 1:58
7. "Vals efter Lasse Nilsson" – 1:33
8. "Polska efter Ola Persson" * – 1:25
9. "Svingedans efter Johan Andersson" – 1:33
10. "Kadrilj efter Lorens Brolin" – 1:43
11. "'De voro trenne judar', visa efter Johan Jacob Bruun" * – 0:55
12. "Vals efter Lorens Brolin" * – 1:29
13. "Polska efter Ola Nilsson Lans" – 1:34

### Sida B
1. "Vals efter Ola Nilsson Lans" – 1:35
2. "Polska efter Ola Nilsson Lans" – 1:43
3. "Guldsmedskadrilj efter Johan Christian Tydell" * – 1:29
4. "Hoppvals efter Anders Nilsson" * – 1:20
5. "Polska efter Ola Andersson" – 1:21
6. "'Morfarsvalsen', efter Ludvig Thulin" – 1:50
7. "Polska efter Johan Christian Tydell" * – 1:55
8. "Vals efter Ola Nilsson Lans" – 1:24
9. "Kadrilj efter Per Jönsson Jernberg" – 1:30
10. "Brännvinspolska efter Lorens Brolin" * – 1:47
11. "Vals efter Ola Hansson" * – 1:28
12. "Polska efter Lorens Brolin" – 1:32
13. "Svingedans efter Martin Johan Ramelius" – 1:47

Total tid: 33:21
* = parspel av Hellborg och Holmquist, i övrig solospel av Bengtsson.

## 2001 års CD-utgåva
1. "Hoppvals after Ola Nilsson Lans"
2. "Polska after Ola Andersson"
3. "Aquavit Polska after Lasse Nilsson"
4. "Aquavit Polska after Nils Persson"
5. "Aquavit Polska after Nils Mårtensson"
6. "Lars Päng's Bridal Marsch after Sven Thörn"
7. "Waltz after Lasse Nilsson"
8. "Polska after Ola Persson"
9. "Svingedans after Johan Andersson"
10. "Quadrille after Lorens Brolin"
11. "'De vore trenne judar'. Tune after Johan Jacob Bruun"
12. "Waltz after Lorens Brolin"
13. "Polska after Ola Nilsson Lans"
14. "Waltz after Ola Nilsson Lans"
15. "Polska after Ola Nilsson Lans"
16. "Gold Smith's Quadrille after Johan Christian Tydell"
17. "Hoppvals (Jump Waltz) after Anders Nilsson"
18. "Polska after Ola Andersson"
19. "'Morfarsvalsen' (The Grandfather Waltz) after Ludvig Thulin"
20. "Polska after Johan Christian Tydell"
21. "Waltz after Ola Nilsson Lans"
22. "Quadrille after Per Jönsson Jernberg"
23. "Aquavit Polska after Lorens Brolin"
24. "Waltz after Ola Hansson
25. "Polska after Lorens Brolin"
26. "Svingedans after Martin Johan Ramelius"

## Medverkande
- Assar Bengtsson – träskofiol
- Nils Hellborg – fiol, träskofiol
- Helge Holmquist – fiol, träskofiol